# Азацкий, Александр Александрович
Алекса́ндр Алекса́ндрович Аза́цкий (укр. Олександр Олександрович Азацький; род. 13 января 1994, Харьков) — украинский футболист, защитник клуба «Арка» (Гдыня).

## Карьера
Воспитанник харьковского «Металлиста». В Украинской Премьер-лиге дебютировал 10 мая 2012 года в матче против полтавской «Ворсклы».
В январе 2016 года официально перешёл в «Черноморец», заключив контракт на 3 года.
Летом 2017 года стал игроком чешского клуба «Баник» из Остравы. В июле 2018 года на правах аренды перешёл в грузинское «Торпедо» из Кутаиси.

## Достижения
- Серебряный призёр чемпионата Украины: 2012/13